# ブライアン・バンクス (映画)
『ブライアン・バンクス』（原題:Brian Banks）は2018年に公開されたアメリカ合衆国の伝記映画である。監督はトム・シャドヤック、主演はオルディス・ホッジが務めた。

## 概略
高校生のブライアン・バンクスはアメリカンフットボールで目覚ましい活躍を見せており、多数の名門大学からオファーを受けていた。ところが、ブライアンは女性に性的暴行を加えた容疑で逮捕されてしまった。身に覚えのないブライアンは一貫して無実を主張し、証拠も不十分だったにも拘わらず、カリフォルニア州の裁判所は彼に有罪判決を下した。ブライアンは服役することになり、出所後も性犯罪者のリストに名前が掲載されることになった。
そんなブライアンに救いの手を差し伸べたのが、州の弁護士グループであった。弁護士たちはブライアンの無実を証明するだけでなく、ブライアンがアメフトの選手として再び活躍できるように尽力してくれたのであった。

## キャスト
- オルディス・ホッジ - ブライアン・バンクス
- グレッグ・キニア - ジャスティン・ブルックス
- メラニー・リバード - カリーナ
- ゾウシャ・ロークモア - ケニーシャ・ライス
- ティファニー・デュポン - アリッサ・ビョークホール
- シェリー・シェパード - レオミア
- ホセ・ミゲル・バスケス - マテオ

## 製作
2017年4月28日、トム・シャドヤックが本作の監督に起用されたと報じられた。9月7日、オルディス・ホッジとグレッグ・キニアの出演が決まったとの報道があった。10月18日、メラニー・リバードがキャスト入りした。11月21日、シェリー・シェパードが本作に出演すると報じられた。

## 公開・マーケティング
2018年9月22日、本作はロサンゼルス映画祭でプレミア上映された。12月11日、ブリーカー・ストリートが本作の全米配給権を購入したとの報道があった。2019年4月24日、本作のオフィシャル・トレイラーが公開された。

## 興行収入
本作は『エンツォ レーサーになりたかった犬とある家族の物語』、『ザ・キッチン』、『スケアリーストーリーズ 怖い本』、『劇場版 ドーラといっしょに大冒険』と同じ週に封切られ、公開初週末に200万ドル前後を稼ぎ出すと予想されていたが、その予想は的中した。2019年8月9日、本作は全米1240館で公開され、公開初週末に215万ドルを稼ぎ出し、週末興行収入ランキング初登場11位となった。

## 評価
本作に対する批評家からの評価は平凡なものに留まっている。映画批評集積サイトのRotten Tomatoesには48件のレビューがあり、批評家支持率は54%、平均点は10点満点で5.89点となっている。サイト側による批評家の見解の要約は「観客の心を動かすドラマではあるが、『ブライアン・バンクス』はもっと複雑なドラマないしはより真に迫ったストーリーを展開できただろうに。」となっている（一方で観客評価は高く、公開初週での支持率は98％と批評家による支持率との差が生じている）。また、Metacriticには16件のレビューがあり、加重平均値は59/100となっている。